# Paakanajärvi
Paakanajärvi är en sjö i Finland. Den ligger i kommunen Puolango i landskapet Kajanaland, i den centrala delen av landet, 500 km norr om huvudstaden Helsingfors. Paakanajärvi ligger 177,4 meter över havet. Den är 3 meter djup. Arean är 1,41 kvadratkilometer och strandlinjen är 11,13 kilometer lång. Sjön  ingår i Uleälvens huvudavrinningsområde.   
I övrigt finns följande i Paakanajärvi:
- Aataminsaari (en ö)